# Tagab (Kapisa)
Tagab ist ein Distrikt in der afghanischen Provinz Kapisa.
Die Fläche beträgt 496,7 Quadratkilometer und die Einwohnerzahl 94.620 (Stand: 2022).
In Tagab befindet sich ein Truppenstützpunkt, der von der französischen und der afghanischen Armee gemeinsam genutzt wird (Stand Januar 2012). Am 20. Januar 2012 erschoss dort ein afghanischer Soldat fünf französische Armeeangehörige und verletzte 15 teilweise schwer. Der französische Präsident Nicolas Sarkozy ordnete in Reaktion darauf die Aussetzung aller Militäroperationen in Afghanistan an. Zusätzlich wurde afghanischen Soldaten der Zugang zu französischen Stützpunkten verwehrt. Außerdem erfolgte eine Einstellung gemeinsamer Patrouillen und Ausbildungsprogramme. Am 16. Juli 2012 verurteilte ein Militärgericht in Kabul den damals 21-jährigen Täter zum Tode.